# Einar Emland
Nils Allan Einar Emland, ursprungligen Hansson, född 30 juni 1916 i Ystad, död 13 augusti 1994 i Malmö, var en svensk målare.

## Biografi
Einar Emland var son till stenhuggaren Olof Hansson och väverskan Johanna Hansson. Han studerade bland annat vid Skånska målarskolan i Malmö, för Jules Schyl vid Tekniska skolan, för Wilhelm Grüttrud i Oslo, för Peter Rostrup Bøyesen i Köpenhamn och vid Académie de la Grande Chaumière i Paris 1946–1951. Han gjorde studieresor i Frankrike och USA.
Emland var en mycket produktiv konstnär i en egenartad expressionistisk stil i tjocka lager med oljefärg, ofta jämförd med konstnärer som Edvard Munch, Carl Kylberg, Emil Nolde, Camille Corot och Jean-François Millet. Motiven var ofta ansiktslösa figurkompositioner, gärna med social betoning och robust utformning, landskap och stilleben. Hans uppväxt under fattiga omständigheter på landsbygden utanför Ystad har satt djupa avtryck i hans konst, och det var vanligen det enkla, tunga livet i det tidigare 1900-talets Skåne och Bohuslän han skildrade i återkommande motiv som "Potatisplockerskorna", "Tvätterskor", "Väntan på båten", "Vid havet", "På hemväg", "Mor och barn". Landskapsmotiv han ofta drogs till var upprört hav, klippor, sommarskogar med vattendrag, men ett flertal resor till Bornholm, Norrland och Norge satte också många avtryck. Han har deltagit i många separat- och samlingsutställningar och är representerad i ett stort antal svenska museer och offentliga samlingar, bland annat i Ystad, Vänersborg, Helsingborg, Skara och Linköping.
Hans bakgrund gav honom också ett starkt personligt engagemang, som blev till en parallell livsgärning, att föra ut konsten till folket, och hans önskan var att människor skulle kunna ha råd att ha riktig konst i hemmen, inte bara enkla reproduktioner eller masstillverkad så kallad hötorgskonst, som under hans livstid blev populär, och det blev för honom som ett kall, att i samverkan med en mängd andra skandinaviska konstnärer arrangera utställningar och konstaftnar för möten mellan konstnärer och allmänheten runt om i hela Sverige. Samarbete var viktigt för honom, och 1948 var han en av initiativtagarna till konstnärsgruppen Arildsgruppen, som också startade och drev Konstnärshuset i Arild, och vars föreståndare han var 1959–1963. Konstnärshuset i Arild blev under många år en aktiv plats med målarskola, föredrag, utställningar, konserter mm. Denna verksamhet ombildades 1962 till Konstnärernas Samarbetsorganisation (KSO) med rikstäckande utställnings- och konstupplysningsverksamhet fram till slutet av 1980-talet, samt även organisationen SKYS. Einar Emland var styrelseledamot och en drivande kraft i dessa verksamheter under alla åren samt även styrelseledamot i Skånes konstförening på 1960-talet. Han var medlem i KRO.
Utöver konstverksamheten spelade han i sin ungdom även mandolin och mandola i en dansorkester och medverkade 1977 med sin familj i TV-programserien Pappa vet bäst? på SVT. 
Einar Emland är gravsatt i minneslunden på Limhamns kyrkogård.

## Läs mer
- Gunnel & Kjell Swärd: Konstnärer i Skåne/Blekinge, 1982
- Kulturarbetsförmedlingen i Malmö: Konstnärer i södra Sverige, 1991
- Allhems förlag: Svenskt konstnärslexikon, 1952–1967
- Emland, Nils Einar Allan på SvenskaGravar.se

(m.fl. konstlexikon)